# 豫西大峡谷
豫西大峡谷位于中华人民共和国河南省三门峡市卢氏县官道口镇境内的汉川峪河两岸，整体呈东西走向，长30余千米，宽30-50米，谷底最深处达200米，两侧山峰最高海拔达1372米，有99处瀑布和300余处潭池，最大的大淙潭瀑布落差约40米，豫西大峡谷风景区总面积58平方千米，2006年被评为国家4A级旅游景区。

## 外部鏈接
- 官方网站